# 히즈레촌
히즈레촌(일본어: 日連村)은 일본 가나가와현 쓰쿠이군에 존재했던 촌이다. 현재의 사가미하라시 미도리구 북서부에 해당한다.

## 역사
- 1889년 4월 1일 - 정촌제 시행에 의해 쓰쿠이군 히즈레촌이 성립하였다.
- 1955년 7월 20일 - 사노가와촌, 마기노촌, 나구라촌, 요시노정과 합병해 후지노정이 성립하여, 동일 히즈레촌은 폐지되었다.
- 2007년 3월 11일 - 후지노정이 사가미하라시에 편입되었다.
- 2010년 4월 1일 - 사가미하라시가 정령지정도시로 이행해, 구촌은 미도리구가 되었다.

## 참고 문헌
- 角川日本地名大辞典編纂委員会,『角川日本地名大辞典 神奈川県』1984, 角川書店